# Bartomeu del Mont Carmel
Bertold de Llombardia o del Mont Carmel, també anomenat Bartomeu (Llombardia, s. XII - Mont Carmel, 29 de març de 1195) fou un religiós que marxà a Palestina i hi fou eremita, formant una comunitat cenobítica al Mont Carmel. És venerat com a beat per l'Església catòlica.
Durant molt de temps, la seva història s'ha confós i s'ha considerat, des d'antic, com al llegendari fundador de l'Orde del Carme.

## Biografia
La seva vida és fosca i s'ha confós amb altres figures. Els historiadors antics de l'orde carmelità, li atribuïren altres fets i el situaren abans en el temps, convertint-lo així en el fundador de l'orde.
Sembla que la figura real va néixer a la Llombardia cap a la segona meitat del segle xii i, cap al 1230, ja a Palestina, fou el segon prior general dels carmelitans. Morí i fou sebollit al Mont Carmel. També se li pot atribuir la visió segons la qual va veure els àngels que portaven al cel molts carmelitans morts pels musulmans.

## Origen de la confusió
El dominicà Esteve de Solenhac, abans del 1278, atribuí, sense fonament històric, la composició de la regla carmelitana a Aimeric de Malefaida, natural, com ell, de Solenhac i patriarca d'Antioquia, mentre que, en realitat, era obra d'Albert de Jerusalem, patriarca de Jerusalem. Esteve també va dir que Aimeric tenia un nebot "home sant i famós" que formava part de la comunitat carmelitana.
L'Epistola Cyrilli, publicada més tard del 1378 pel carmelita Filippo Riboti, diu, també sense fonament, que aquest home sant es deia Bertold i que era germà, no nebot, del patriarca, que l'havia nomenat prior general dels carmelitans. A partir d'aquí es va anar transmetent la història. Giovanni Grossi, carmelità, escriu cap al 1400, diu que el nom era Brocard. En obres i santorals posteriors, apareix com a primer prior amb el nom de Bertold de Malefaida, posant com a quart prior Bertold de Llombardia, del qual sí que hi ha proves de l'existència i que n'havia estat el segon.
Focas, monjo grec, esmenta que, en visitar el Carmel en 1177, va trobar-hi un monjo anomenat Bertold, que venia de Calàbria. No obstant això, Focas deu referir-se a monjos grecs que també vivien al Carmel.

## Llegenda del Bartomeu fundador dels carmelites
Segons la tradició que el fa fundador de l'orde carmelita, Bartolomeo Avogadro, Bertold de Calàbria o del Mont Carmel (Solenhac, Llemosí, 1080 - Mont Carmel, 29 de març de 1195) nasqué a Solenhac (Llemosí) en una noble família. Va estudiar a la universitat de París i s'hi doctorà en teologia. Durant les croades, anà a Terra Santa i lluità en el setge d'Antioquia. Va ésser en aquesta batalla que va fer vot de fer vida religiosa si la ciutat s'alliberava del setge.
Cap al 1154 es retirà a una cova del Mont Carmel, on hi havia algunes comunitats d'eremites, que cercaven la proximitat de la Font d'Elies. Bartomeu hi construí una capella dedicada a la Santa Mare de Déu del Mont Carmel. Amb deu companys, va fer-hi vida contemplativa, com a eremita, però amb activitats en comunitat, al voltant de la capella, prenent el nom de Germans de Santa Maria del Mont Carmel. i fundant, així, el futur Orde del Carmel.
Poc després, fou nomenat patriarca d'Antioquia l'oncle de Bartomeu, Aimeric de Malefaida, que el visità al Carmel i el va nomenar prior general de la comunitat. Alguns dels frares van ésser enviats per Aimeric per fundar dues comunitats més a Palestina. Bartomeu va ésser un prior atent a guiar la comunitat amb l'exemple, tant en paraules com en actitud. Va tenir gran devoció per la Mare de Déu, que seria la protectora de l'orde carmelita. Preocupat pel futur dels cristians a Terra Santa, va tenir una visió que li mostrava una gran quantitat de germans de l'orde que morien a mans dels musulmans.
Va morir en 1195, a l'edat de cent quinze anys. A la seva mort, fou nomenat prior de l'orde Brocard, a qui, el 1207 el patriarca Albert de Jerusalem donà una regla per a l'orde, essent considerat llavors cofundador.

## Veneració
Figura d'aparició tardana, el seu culte va ésser aprovat pel capítol general de l'orde en 1564. Pel dubtes sobre la historicitat, el nom va ésser tret del breviari de 1585, però va introduir-s'hi novament en 1609. La festa va ésser fixada el 29 de març. El Martirologi romà el considera beat i l'orde, avui, el considera un dels priors generals, havent abandonat la consideració de fundador que va tenir.